# Strage di Acca Larenzia
Strage di Acca Larenzia è la denominazione giornalistica del pluriomicidio a sfondo politico avvenuto a Roma il 7 gennaio 1978, per opera di un gruppo armato afferente alla estrema sinistra, nel quale due giovani appartenenti al Fronte della Gioventù, Franco Bigonzetti e Francesco Ciavatta, furono assassinati davanti alla sede del Movimento Sociale Italiano in via Acca Larenzia, nel quartiere Tuscolano.
A tali fatti è strettamente legata la morte di un terzo militante, Stefano Recchioni, ucciso qualche ora dopo negli scontri con le forze dell'ordine durante una manifestazione di protesta organizzata sul luogo.
L'agguato, rivendicato dai Nuclei Armati per il Contropotere Territoriale, un'organizzazione armata legata all'organizzazione dei Comitati comunisti rivoluzionari, contribuì a una degenerazione della violenza politica e dell'odio ideologico tra le opposte fazioni estremiste negli anni di piombo, oltre che al mantenimento di uno stato di tensione caratteristico della Prima Repubblica.

## L'agguato
Verso le 18:20 del 7 gennaio 1978 cinque giovani militanti missini, che stavano uscendo dalla sede del Movimento Sociale Italiano in via Acca Larentia per pubblicizzare con un volantinaggio un concerto del gruppo di musica alternativa di destra Amici del Vento, furono investiti dai colpi di diverse armi automatiche sparati da un gruppo di fuoco formato da cinque o sei persone. Franco Bigonzetti, ventenne iscritto al primo anno di medicina e chirurgia, rimase ucciso sul colpo.
Il meccanico Vincenzo Segneri, ferito a un braccio, rientrò nella sede del partito e, assieme agli altri due militanti rimasti illesi – Maurizio Lupini, responsabile dei comitati di quartiere, e lo studente Giuseppe D'Audino – riuscì a chiudere dietro di sé la porta blindata, sfuggendo così ai proiettili.
Lo studente diciottenne Francesco Ciavatta, ferito, tentò di fuggire lungo la scalinata situata a lato dell'ingresso ma, inseguito dagli aggressori, fu colpito nuovamente alla schiena; morì in ambulanza durante il trasporto in ospedale.
Alcuni mesi dopo il suo padre, portiere di uno stabile in via Deruta 19, si uccise per la disperazione bevendo una bottiglia di acido muriatico.

## La protesta e la morte di Recchioni

La sede del MSI in via Acca Larentia dopo l'agguato

Nelle ore seguenti, col diffondersi della notizia tra i militanti missini, una folla di attivisti organizzò un sit-in di protesta sul luogo della tragedia. Qui, forse per il gesto distratto di un giornalista che avrebbe gettato un mozzicone di sigaretta nel sangue rappreso sul terreno di una delle vittime, nacquero tafferugli e scontri che, fra l'altro, danneggiarono le apparecchiature video dei giornalisti Rai e provocarono l'intervento delle forze dell'ordine, con cariche e lancio di lacrimogeni. Uno di questi colpì anche l'allora segretario nazionale del Fronte della Gioventù Gianfranco Fini.
In seguito ai tafferugli perse la vita un altro ragazzo, Stefano Recchioni, militante della sezione di Colle Oppio e chitarrista del gruppo di musica alternativa Janus. Morì dopo due giorni di agonia. Le dinamiche e le responsabilità per la sua morte restano ancora ignote.
La versione iniziale, che si rivelò priva di fondamento tanto che diversi anni dopo l'ufficiale inizialmente indicato come responsabile fu assolto per non aver commesso il fatto, fu, secondo alcune testimonianze, smentite anni dopo da perizie balistiche, che i carabinieri avrebbero sparato alcuni colpi in aria mentre il capitano Eduardo Sivori avrebbe sparato ad altezza d'uomo, ma la sua arma si inceppò; l'ufficiale si sarebbe fatto dare la pistola dal suo attendente e, sparando di nuovo, avrebbe centrato in fronte il diciannovenne Recchioni. I compagni di partito delle vittime tentarono di raccogliere le firme per denunciare l'ufficiale, ma i dirigenti del MSI rifiutarono di testimoniare per non pregiudicare i loro buoni rapporti con le forze dell'ordine. L'ufficiale venne indagato su denuncia presentata individualmente in questura da Francesca Mambro.
Anni dopo Francesco Cossiga, all'epoca dei fatti Ministro dell'interno, rivelò che l'allora capitano (poi arrivato al grado di generale), dopo aver sparato, sarebbe caduto in stato confusionale e avrebbe temuto ritorsioni per la sua famiglia. In seguito Sivori fu scagionato con sentenza di proscioglimento definitivo nel febbraio del 1983. In un'occasione l'ufficiale sostenne che il colpo che uccise Recchioni fu sparato da brigatisti lì presenti.

## La rivendicazione
Il raid fu rivendicato alcuni giorni dopo tramite una cassetta audio, fatta ritrovare accanto a una pompa di benzina, in cui la voce contraffatta di un giovane, a nome dei Nuclei Armati per il Contropotere Territoriale, una nuova sigla di gruppo terrorista ignoto fino a quel giorno, leggeva il seguente comunicato:
(Rivendicazione della strage di Acca Larenzia a nome dei "Nuclei Armati di Contropotere territoriale")

## Le indagini
Le prime indagini non portarono a conclusioni di rilievo. Il capitano dei Carabinieri Eduardo Sivori, inizialmente indagato, fu prosciolto dal giudice istruttore Guido Catenacci il 21 febbraio 1983, con sentenza di proscioglimento definitivo.
Nel 1987, in seguito alle confessioni di una supposta pentita, Livia Todini, si tentò di fermare cinque militanti di Lotta Continua, accusati del duplice omicidio. Mario Scrocca, Fulvio Turrini, Cesare Cavallari e Francesco de Martiis furono arrestati; Daniela Dolce, ultima accusata, fuggì in Nicaragua.
Scrocca, il giorno dopo essere stato interrogato dai giudici, morì suicida in cella. Tutti gli accusati furono assolti in primo grado per insufficienza di prove.
Una delle armi usate nell'agguato, una mitraglietta Skorpion, fu poi rinvenuta nel 1988 nel covo delle Brigate Rosse in via Dogali a Milano. Gli esami balistici svelarono che quella stessa arma fu utilizzata in altri tre omicidi firmati dalle Brigate Rosse per la costruzione del Partito Comunista Combattente: quello dell'economista Ezio Tarantelli nel 1985, dell'ex sindaco di Firenze Lando Conti nel 1986 e del senatore democristiano Roberto Ruffilli nel 1988.
Nel 2013, a seguito di un'interpellanza parlamentare, venne ricostruita la provenienza iniziale dell'arma: fu acquistata nel 1971 dal cantante (e appassionato di armi) Jimmy Fontana, e da questi venduta nel 1977 a un commissario di polizia; rimase però ignoto il modo in cui giunse poi nelle mani dei terroristi.

## Le conseguenze
L'agguato di Acca Larenzia contribuì a inasprire la lotta politica e l'odio ideologico tra le opposte fazioni negli anni di piombo, oltre alla tensione caratteristica della prima repubblica. Secondo lo storico Giorgio Galli sarebbe addirittura legittimo il dubbio che l'agguato fosse stato "commissionato" da elementi esterni al terrorismo politico, per dare credito alla teoria degli opposti estremismi
Per molti militanti neofascisti le cose cambiarono totalmente: molti di loro, dopo gli avvenimenti di quel giorno, decisero di intraprendere il percorso della lotta armata. Racconta, ad esempio, Francesca Mambro, militante missina in quegli anni e futura terrorista dei Nuclei Armati Rivoluzionari, che partecipò al sit-in di protesta:
(Francesca Mambro)

## La memoria
L'avvenimento viene regolarmente commemorato dai militanti di estrema destra, e in alcuni casi le celebrazioni sono sfociate in ulteriori episodi violenti.
Nel primo anniversario del 10 gennaio 1979, l'agente di polizia in borghese Alessio Speranza uccise il diciassettenne Alberto Giaquinto, che era presente insieme con l'amico Massimo Morsello durante gli scontri con le forze dell'ordine nel quartiere Centocelle a Roma.
Nel corso degli anni il Comune di Roma ha più volte annunciato di voler intitolare una strada romana alle tre vittime. Nel 2008, in occasione del 30º anniversario, il sindaco Walter Veltroni parlò della dedica come di "un dovere civile per tutta la nostra comunità". Nel 2010 Gianni Alemanno annunciò di voler intitolare il largo prospiciente al teatro dell'agguato con la dicitura "Caduti di via Acca Larenzia".
Nel 2012, in occasione del 34º anniversario, i militanti dell'ex sede del MSI di Acca Larenzia hanno sostituito la targa commemorativa apposta nel 1978, modificando la dicitura "vittime della violenza politica" con la scritta "assassinati dall'odio comunista e dai servi dello Stato" a cui segue la firma "i camerati", alimentando così le polemiche di alcune associazioni antifasciste e non solo.
Nel 2017, al civico 20 di via Acca Larentia, angolo via Evandro, è stata disegnata da anonimi una croce celtica, simbolo del FUAN, che negli anni successivi ha causato diverse controversie e lamentele degli abitanti vicini al piazzale, sia per le notevoli dimensioni della croce (è visibile anche da Google Maps), sia per i raduni annuali organizzati sul posto da gruppi neofascisti. Il raduno del 7 gennaio 2024 ha generato notevoli polemiche mediatiche e politiche, vista la circolazione di alcuni video che mostravano decine di militanti neofascisti fare il saluto romano, tanto che la procura di Roma ha aperto un'inchiesta per apologia del fascismo su cinque dei partecipanti. Il 30 gennaio seguente il consiglio del municipio VII di Roma ha approvato una risoluzione volta a rimuovere la croce celtica dal piazzale, nonché a negare lo svolgimento di commemorazioni non istituzionali e di matrice neofascista.